# Шандун
Шандун (на мандарински:山东省; пинин: Shāndōng) e провинция в Източен Китай. Административен център и най-голям град в провинцията е град Дзинан. Площта ѝ е 157 704 км2. По приблизителна оценка за 2017 г. населението на провинцията е 100 058 000 жители.